# Tupungato (ville)
Tupungato est une localité de la province de Mendoza, en Argentine et le chef-lieu du Département de Tupungato.
- (es) Cet article est partiellement ou en totalité issu de l’article de Wikipédia en espagnol intitulé « Ciudad de Tupungato » (voir la liste des auteurs).